# Huaping
För andra betydelser, se Huaping (olika betydelser).
Huaping, tidigare stavat Hwaping, är ett härad som lyder under Lijiangs stad på prefekturnivå i Yunnan-provinsen i sydvästra Kina.